# Idionyx rhinoceroides
Idionyx rhinoceroides är en trollsländeart som beskrevs av Fraser 1934. Idionyx rhinoceroides ingår i släktet Idionyx och familjen skimmertrollsländor. IUCN kategoriserar arten globalt som livskraftig. Inga underarter finns listade i Catalogue of Life.